# Pobre millonaria
Pobre millonaria é uma telenovela venezuelana exibida em 2008 pela Venevisión.

## Elenco
- Gianella Neyra - Isabella del Castillo Landaeta
- Jorge Aravena - Luis Arturo Ramirez Santana
- Roxana Díaz - Damiana Grisanti Landaeta
- Eduardo Serrano - Fernando Andres del Castillo
- Kassandra Tepper - Yolanda Ines Hernandez
- Vicente Tependino - Diego Salvador Medina Alonso
- Paola Toyos - Diana Eloisa
- Rossana Uribe - Luciana
- Lucho Gotti - Geronimo
- Mara Caponi - Esperanza